# Bowil
Bowil es una comuna suiza del cantón de Berna, situada en el distrito administrativo de Berna-Mittelland. Limita al norte con la comuna de Oberthal, al este con Signau y Röthenbach im Emmental, al sur con Linden, y al oeste con Oberhünigen y Zäziwil.
Hasta el 31 de diciembre de 2009 situada en el distrito de Konolfingen.

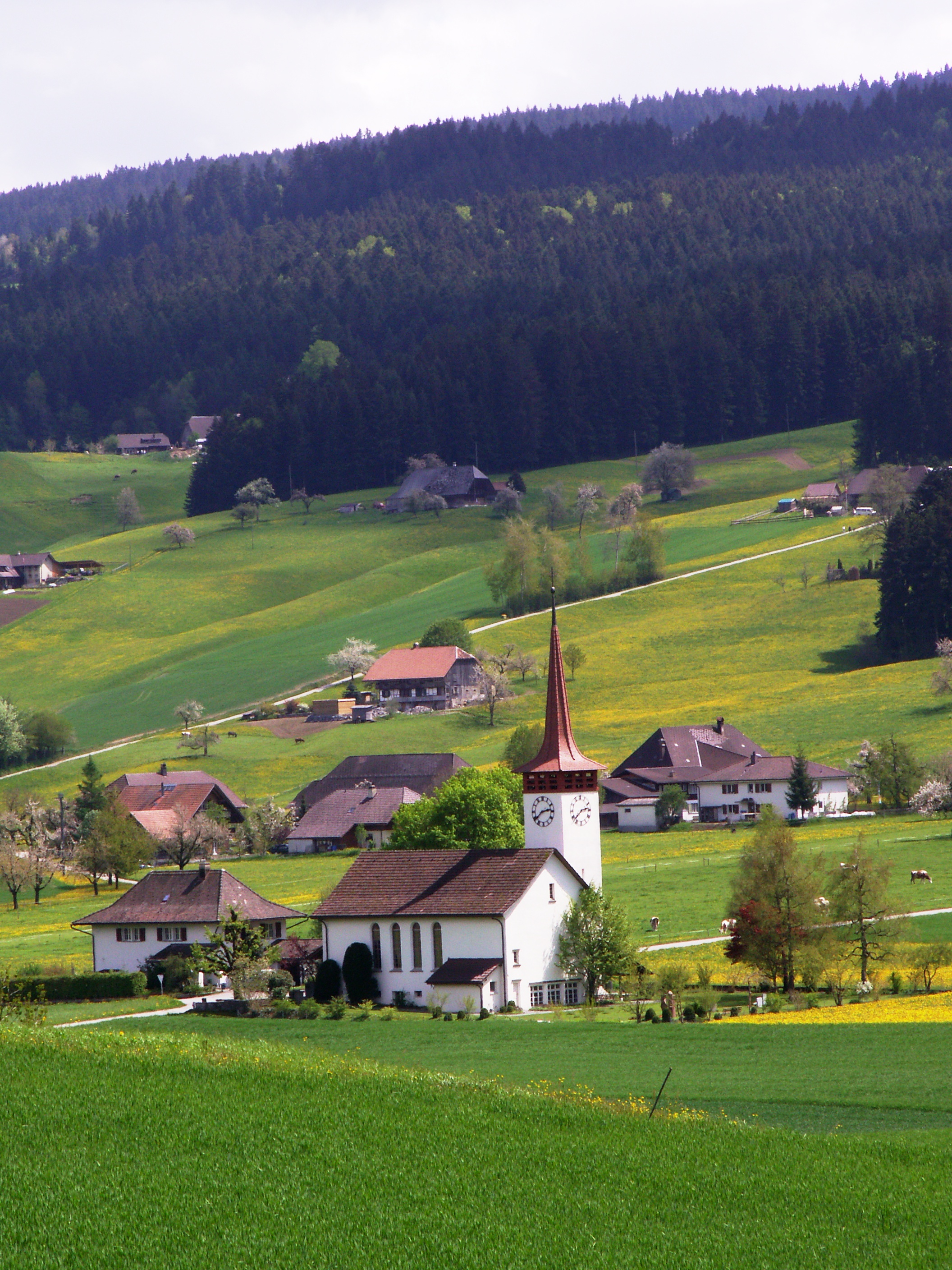
Iglesia de Bowil.